# Ерзянський національний рух

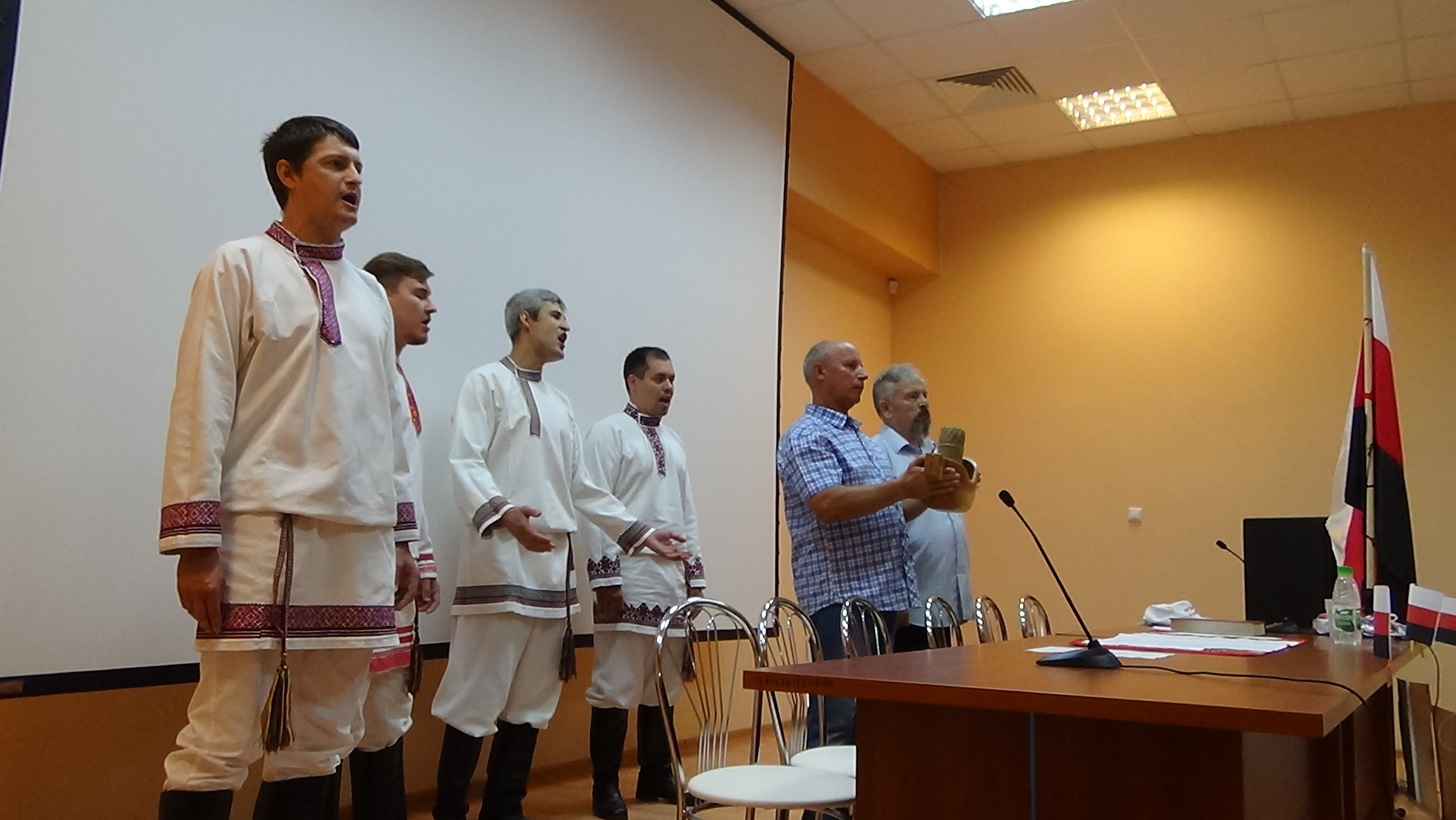
Виконання пісні «Тюштя» перед початком засідання Ерзянь Інєкужо (ерз. Ěrzäń Inekužo). Республіка Мордовія, м. Саранськ, 2016

Ерзянський національний рух — рух ерзянського народу за національне самовизначення, реалізацію своїх національних, політичних та економічних прав. Передумови до формування ерзянського національного руху виникли у другій половині ХІХ століття із поширенням в середовищі ерзян ідей просвітництва. Вагому роль у цьому процесі відіграли фінські та естонські етнографи і мовознавці: Гейккі Паасонен та Армас Отто Вяйсянен, які не лише здійснили експедиції місцями компактного проживання ерзян, докладно описали їхній побут, традиції та мову, але й виховали цілу плеяду учнів-послідовників, що лишили яскравий слід в ерзянському національному відродженні. В період комуністичної диктатури ерзянські вчені та вчителі скористались коротким періодом політики коренізації, протягом якого було розроблено низку букварів (вперше латинською графікою), навчальних посібників, розпочато масове видання ерзяномовної періодики. Цей період завершився Великим терором і знищенням провідних діячів ерзянського відродження. Новітній етап в історії розвитку ерзянського національного руху розпочався наприкінці 1980-х років, коли з ослабленням партійного контролю за всіма сферами суспільно-політичного життя ерзяни почали формувати перші національно-культурні товариства і громадські рухи:  «Вєльмєма», «Вайгєль» і «Масторава», що стали кузнею національних кадрів і відіграли провідну роль у формуванні модерного національного руху ерзянського народу.

## Передумови

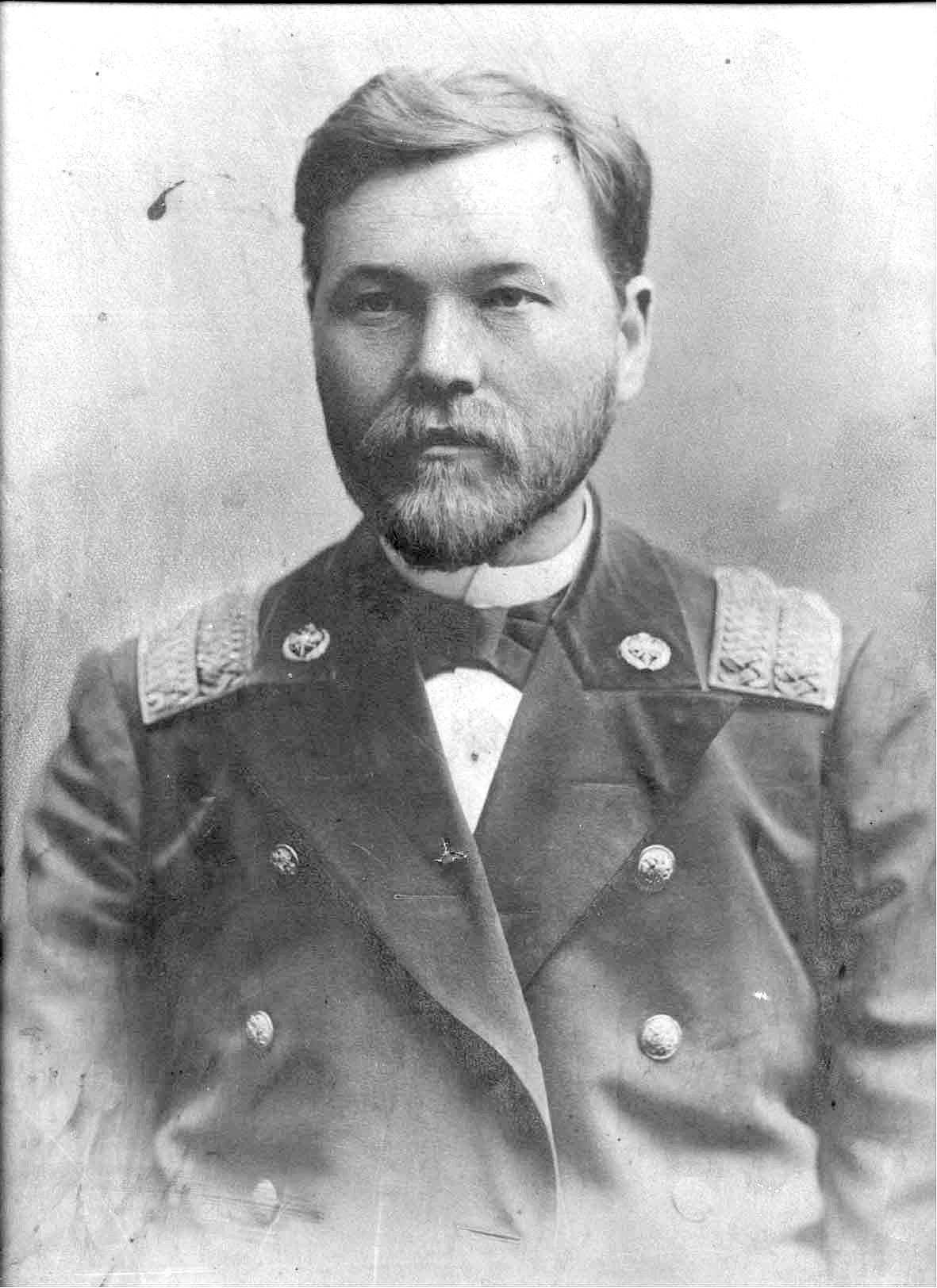
Макар Євсев'єв, ерзянський вчений, просвітитель, педагог.

Провісником зародження ерзянського національного руху стала поява прошарку ерзянської інтелігенції, що почав формуватися в Російській імперії наприкінці XIX — початку ХХ століття. Натхненні ідеями народного просвітництва вчені, вчителі та митці поширюють знання про ерзян та створюють перші ерзяномовні наукові і художні тексти, перекладають ерзянською мовою Святе Письмо. Серед найяскравіших представників ерзянської інтелігенції, що з'явились на зламі ХІХ — ХХ століть, були педагог і енциклопедист Макар Євсев'єв, який створив перші букварі для мокшан (1892) та ерзян (1897), та ерзянський скульптор, представник стилю модерн Степан Ерзя.  
Потужний вплив на розвиток ерзянських та мокшанських соціо-культурних товариств і рухів справила Лютнева революція. У 1917 р. в Казані виникає «Мордовське культурне та освітнє товариство». Після Жовтневого перевороту більшовики починають використовувати періодику мовами корінних народів Росії як один із інструментів пропаганди комуністичних ідей. Самі більшовики стверджували, що друк ерзяномовної періодики був вимушеним кроком, адже ерзя не сприймали російськомовної преси і не бажали її читати. Більшовицька статистика у 1925 р. наводила дані, що лише один із тисячі ерзян читає партійну пресу російською мовою.
Першою газетою, що вийшла друком ерзянською мовою, стало видання «Чинь стямо» (ерз. «Світанок»). Перше число газети датоване 15 липня 1920 роком і було випущене у друкарні Симбірська. «Чинь стямо» мала шалений успіх серед читачів, що мотивувало партійне керівництво до створення нових газет ерзянською мовою. Вже у 1921 р, з ініціативи Мордовської секції ЦК РКП (б) у Москві починає видаватися тижневик «Якстере теште» (ерз. «Червона зірка»). Більшість шпальт газети було відведено саме під ерзяномовні публікації. Зрідка в газеті з'являлись статті і мокшанською мовою. У перші місяці свого існування газета мала наклад у 5 тис. примірників, в подальшому — 3 тис. Більшість публікацій газети носили агітаційний характер: звеличування більшовицького керівництва та комуністичних ідей. Однак, у кожному номері з'являлись публікації і на сільськогосподарську тематику: збільшення врожайності, догляд за свійськими птахами і худобою. Поява «Якштере теште» стала чинником згуртування ерзянської діаспори Москви та появи у 1923 р. товариства «Сыргозема» (ерз. «Пробудження»).
У 1921 р. в Саратові починає видаватись газета «Якстере сокиця» (ерз. «Червоний плугатар»), у 1922 р. в Кузнецьку — «Якстере веле» (ерз. «Червоне село») тощо. Редакції зазначених видань зробили неоціненний внесок у формування літературної ерзянської мови, водночас, — гостро критикували ідею створення єдиної мордовської мови. Загалом, протягом 1920-х років, на сторінках ерзянської преси було опубліковано понад 600 літературних творів ерзянських авторів. Лишень у «Якстере теште» надрукували понад 200 віршів та 15 п'єс ерзянською мовою.
Важливу роль у становленні ерзянської ідентичності відіграв один із засновників товариства «Сыргозема» Анатолій Рябов, який у 1924—1930 рр. працював методистом Мордовського бюро Ради національних меншин РСФСР та співробітником Всесоюзного центрального комітету нового алфавіту при Раді національностей ЦВК СССР. Тут він розробив і передав президії наукової ради ВЦВК проєкт нового ерзянського алфавіту на латинській основі (1932). Рябов працював над створенням єдиних норм ерзянської літературної мови. Підготував 2 проєкти ерзянської орфографії. З доповідями про орфографію, морфологію та термінологію ерзянської мови виступав на 1—й (1933), 2—й (1934), 3—й (1935) наукових конференціях у Саранську. Велике значення надавав питанням викладання у мордовських національних школах, забезпечення їх методичною літературою. А. Рябов — автор та співавтор абеток «Валдо чи» — «Світлий день» (1925), «Лисьма пря: Букварде мейле ловнома книга» — «Джерело: Книга для читання після абетки» (1926); навчального посібника «Уроки ерзянської мови»; шкільних підручників — «Эрзянь келень граматика (Морфология)» — «Граматика ерзянської мови (Морфологія)» (1933), «Эрзянь келень грамматика (Синтаксис)» (1934); двомовних словників — «Эрзянь—рузонь валкске» — «Ерзянсько—російський словник» (1930), «Рузонь—эрзянь валкске» — «Російсько—ерзянський словник» (1931).
Нетривалий період ерзянського національного відродження завершився у 1932 році зі згортанням в СРСР політики коренізації. У 1937 р. в Мордовії, як і в решті Радянського Союзу, розпочались масові репресії, які торкнулись, насамперед, представників інтелігенції, зокрема і ерзянської. Вже у березні 1937 р. органами НКВС було заарештовано 11 співробітників редакцій та видавництв. Понад 80 % всіх обвинувачувальних актів у цей період по республіці виносилось позасудовими органами (так званими «трійками»).
Доктори філологічних наук Михайло Мосін та Таїсія Шиянова стверджують, що саме з середини 1930-х і аж до кінця 1980-х років радянське керівництво проводило цілеспрямовану політику русифікації ерзянської лексики. Науковий доробок Анатолія Рябова, з його докладними термінологічними словниками, було оголошено «ворожим», а самого вченого, разом із братом-перекладачем Володимиром, заарештовано органами НКВС і страчено у 1938 році.

## Формування національного руху

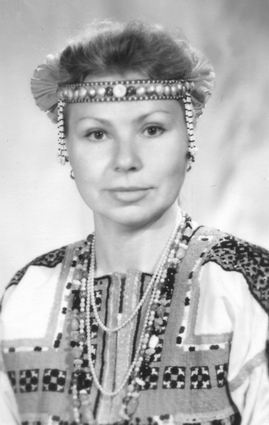
Марізь Кемаль, авторка тези «kavto keĺt́ — kavto raśket́» (ерз. «дві мови — два народи»).

Поява ерзянського національного руху тісно пов'язана із питанням самоідентифікації ерзян як окремого етносу, об'єднаного єдиною мовою і територією, глибокими внутрішніми економічними зв'язками.
Модерний ерзянський національний рух розвинувся наприкінці 1980-х років на тлі ослаблення національної політики СРСР, невід'ємною частиною якої було об'єднання ерзян та мокшан в єдиний мордовський народ. Протиставлення цій політиці, проголошення ерзян окремою самодостатньою нацією, з власною мовою, культурою та історією є ідеологічними підвалинами ерзянського національного руху. Його ідеологи — представники ерзянської інтелігенції, що гуртувались у редакції дитячого журналу «Чилисема» (ерз. «Схід сонця»). У стінах редакції обговорювались питання національно-культурного відродження ерзян, їх взаємодії із представниками інших фіно-угорських народів Радянського Союзу, перспективи створення повноцінної системи освіти рідною мовою, розвиток ерзянської преси і книговидання. Цей осередок інтелігенції діяв під проводом Марізь Кемаль — ерзянської поетеси, журналістки та фольклористки, якій належить теза «kavto keĺt́ — kavto raśket́» (ерз. «дві мови — два народи»), що визначає ерзян та мокшан як два окремих етноси, а не субетноси єдиного народу, до якого в Російській імперії та Радянському союзі застосовувався екзонім мордва.

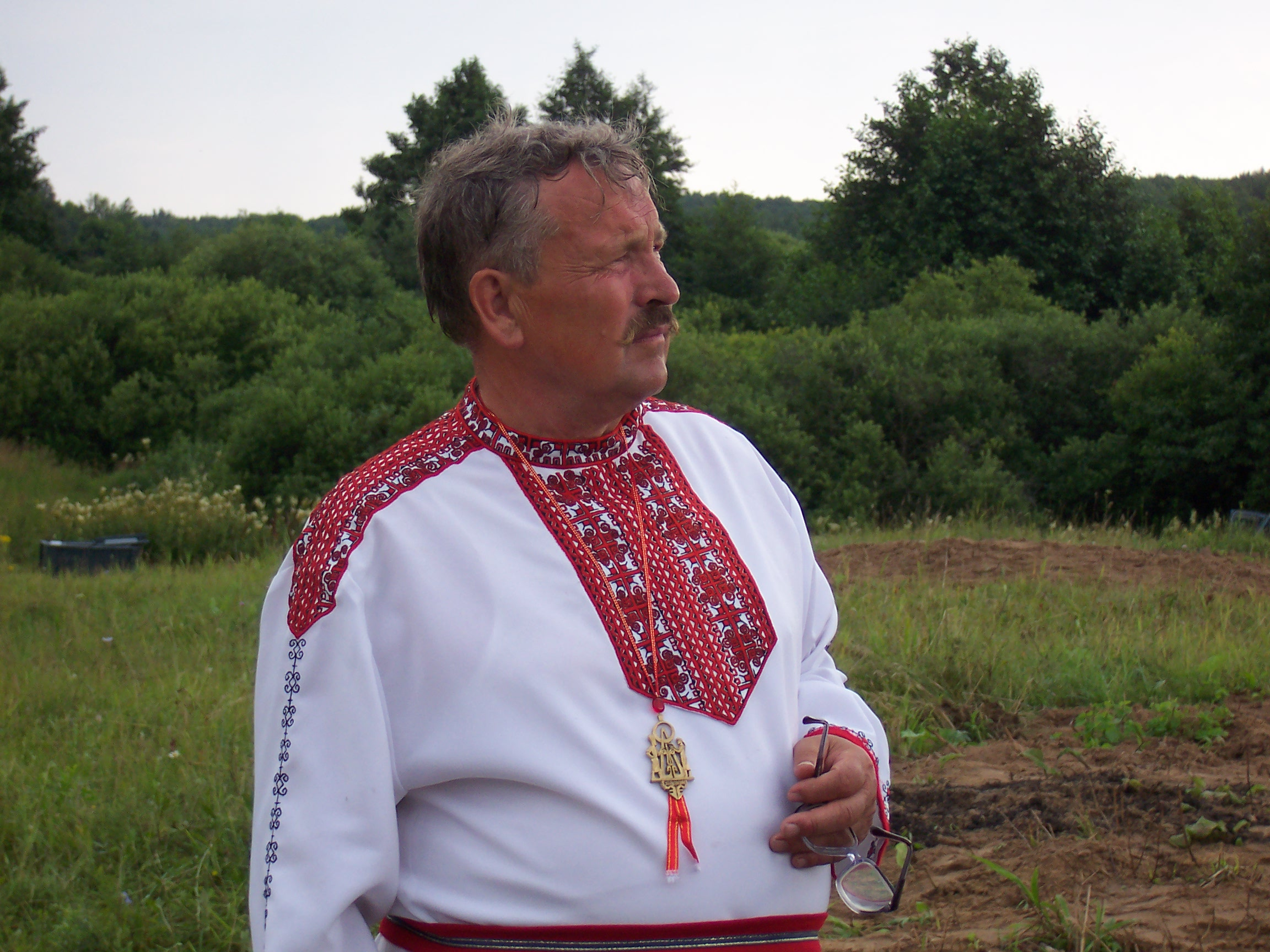
Кшуманцянь Пірґуж, співзасновник Ерзяно-мокшанський громадський рух «Масторава», інязор ерзянського народу у 1999—2019

Навесні 1989 року, з ініціативи професора Дмитра Циганкіна, журналіста Миколи Ішуткіна, поетиси Марізь Кемаль, Григорія Міхатова та інших активістів-ерзян було утворено громадський центр «Вєльмєма», що швидко набув популярності серед ерзянської інтелігенції. Невдовзі діяльність центру привернула увагу мокшан, які долучились до його роботи. Вже у розширеному складі частині активістів рамки національно-культурної діяльності стають затісними, і «Вєльмєма» переживає розкол. Помірковані члени, на чолі з Дмитром Циганкіним, створюють організацію «Вайгєль», що зайнялась відродженням та поширенням національних традицій, а більш радикальні засновують Ерзяно-мокшанський громадський рух «Масторава», який опікується не лише національним відродженням ерзі та мокші, але і прагне представлення їхніх інтересів в органах влади.
«Вайгєль» згуртовує довкола себе письменників, поетів, журналістів, мовознавців (загалом до 80 активних членів) і концентрує свою увагу на проблемах відродження та розвитку ерзянської мови.
Ерзяно-мокшанський громадський рух «Масторава» очолив авторитетний професор та публіцист Дмитро Надькін. Його соратниками стали Марізь Кемаль, Шарононь Сандра, Кшуманцянь Пірґуж, Нуянь Видяз та низка інших відомих ерзянських активістів. Своєю метою рух задекларував «активізацію національного, соціального, духовного і культурного розвитку краю, що став батьківщиною для ерзян і мокшан… у відповідності до Конституції СРСР та загальної Декларації прав людини ООН». 14 квітня 1989 року відбулись збори ініціативної групи громадського руху, на яких було ухвалено звернення до Верховної Ради Мордовської АРСР із такими вимогами:
1. Скасування псевдо-етноніму «мордва».
2. Заміна національності «мордвин» — «мордовка» на «ерзя» — «ерзянка», «мокша» — «мокшанка».
3. Заміна назви «Мордовія» на «Масторава» з національними областями «Ерзянія» та «Мокшанія».
4. Надання республіці повної автономії у вирішенні національно-культурних питань.
5. Проведення перепису ерзянського та мокшанського населення на всій території СРСР.
6. Надання ерзянській та мокшанській мовам статусу державних мов.

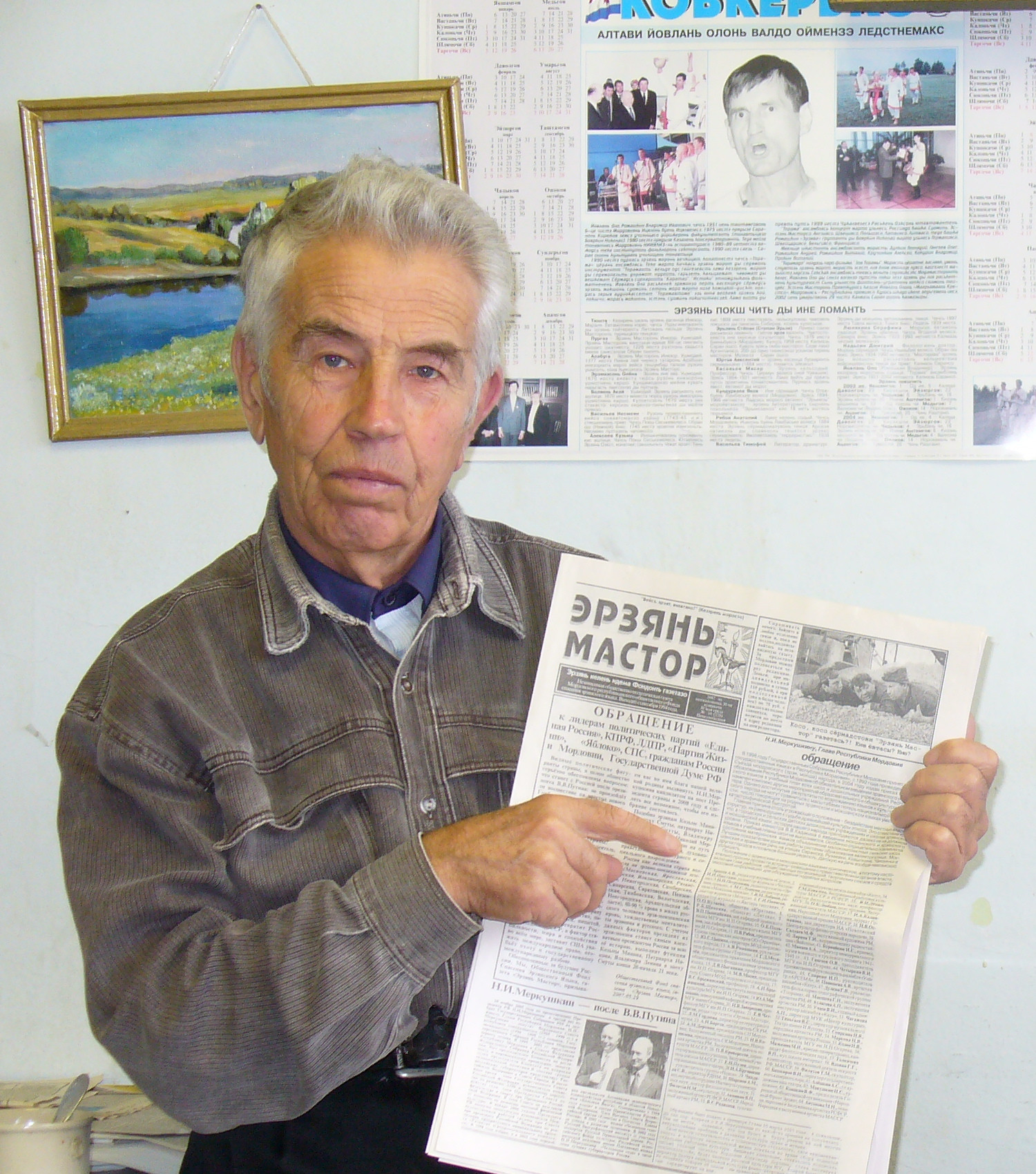
Нуянь Видяз, діяч ерзянського національного руху, багатолітній головний редактор газети «Эрзян Мастор».

7. Запровадження викладання рідними мовами в ерзянській та мокшанській національних школах.
8. Нуянь Видяз, діяч ерзянського національного руху, багатолітній головний редактор газети «Эрзян Мастор».Запровадження викладання рідної мови та літератури на території всього СРСР за місцем проживання ерзі та мокші.
9. Запровадження викладання в ерзянських та мокшанських школах національного фольклору.
10. Запровадження викладання історії ерзяно-мокшанського народу в усіх навчальних закладах республіки, а також в ерзянських та мокшанських школах на території решти СРСР.
11. Запровадження викладання у російських школах республіки ерзя-мокшанської літератури, фольклору, мови та історії.
12. Створення національного театру.
13. Створення літературно-художнього місячника «Масторава», що видаватиметься одночасно ерзянською, мокшанською та російською мовами.
14. Перейменування головних вулиць Саранська на назви, що пов'язані з історією ерзя-мокшанського народу і місцевого російськомовного населення.
15. Встановлення всесторонніх зв'язків з ерзянами та мокшанами, які мешкають за межами республіки.
16. Досягнення екологічно чистого промислового і сільгоспвиробництва.
17. Вжиття заходів для надання нормального архітектурного вигляду Саранську.
18. Сприяння збереженню пам'яток історії та культури.

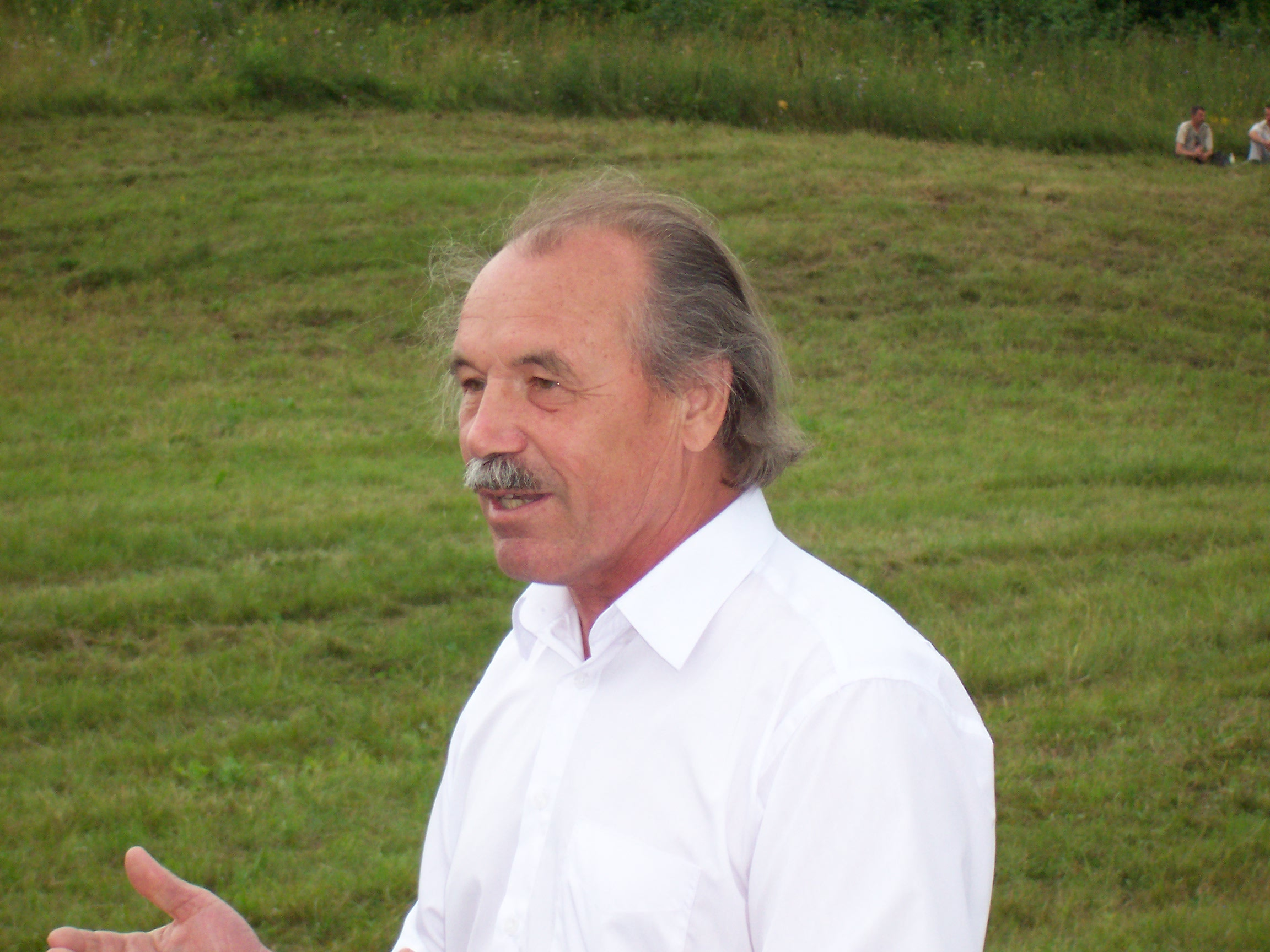
Шарононь Сандра, автор ерзянського епосу «Масторава».

19. Шарононь Сандра, автор ерзянського епосу «Масторава».Зупинка міграції корінного населення з республіки.
20. Зупинка напливу до республіки депортованих та засуджених осіб.
21. Сприяння інтернаціональному вихованню всіх національностей, які мешкають в республіці[10].

«Масторава» стала об'єктом гострої критики преси та партійного керівництва, що звинуватили її в «розпалюванні націоналізму та політичного екстремізму в Мордовії». В атмосфері прямої конфронтації із партійної номенклатурою 17 грудня 1989 року «Масторава» провела свою конференцію, що засвідчило її перетворення із гуртка інтелігенції у впливове суспільно-політичне товариство. У квітні 1990 року «Масторава» одержала офіційну реєстрацію у виконавчому комітеті Саранської міської ради. Товариство розпочало підготовку до свого першу з'їзду, який відбувся 3-5 серпня 1990 року. Фактично «Масторава» стала ініціатором проведення I Всеросійського з'їзду мордовського народу, що відбувся 14-15 березня 1992 року.

## Організаційне оформлення

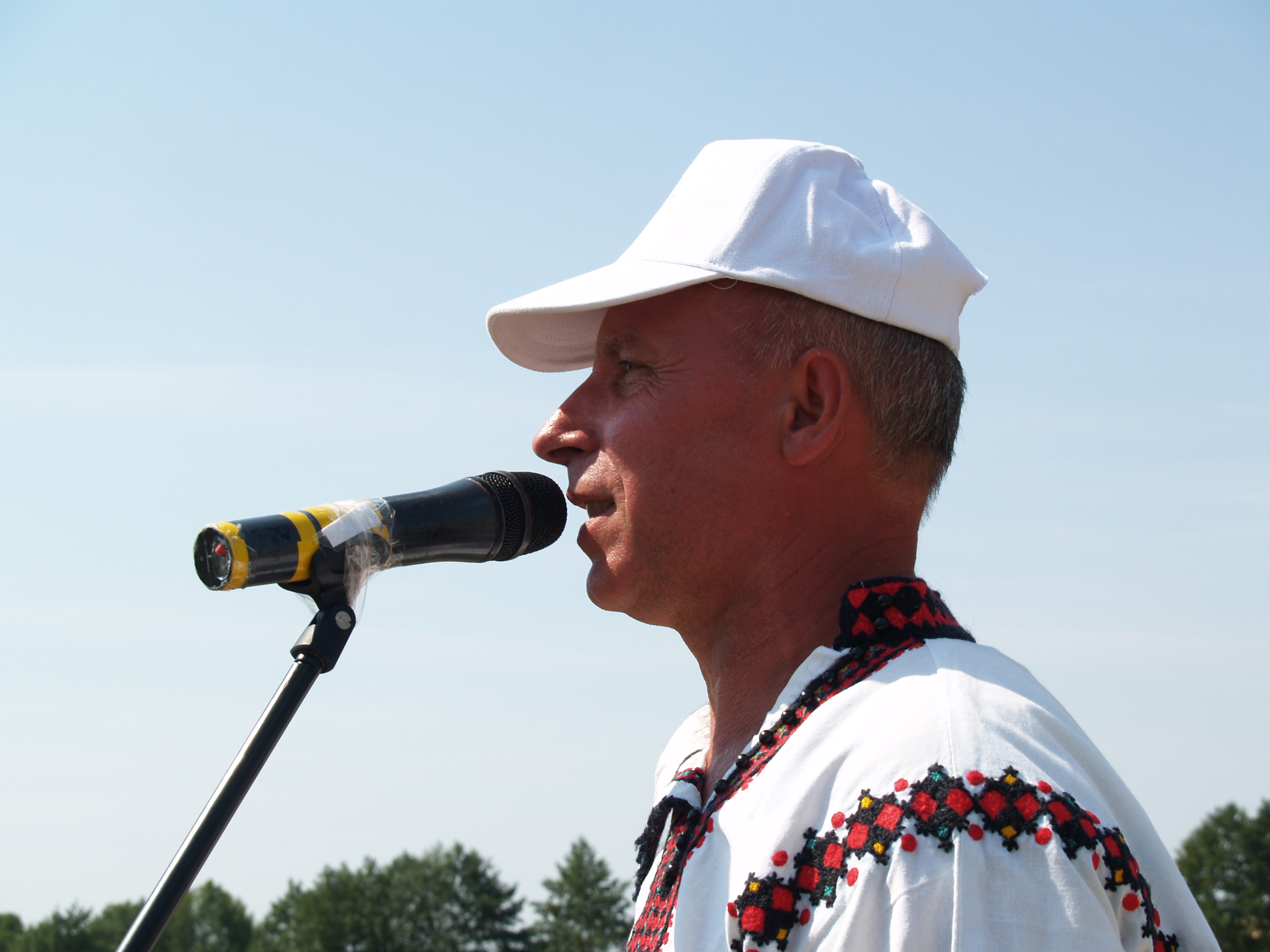
Ерюш Вежай, ерзянський поет і громадський діяч, координатор фонду «Руця» виступає на Расьень Озкс, 2010

На І Всеросійському з'їзді мордовського народу (14-15 березня 1992) ерзя опинились в меншості і були вимушені звернутись до Ради з'їзду та його виконкому з проханням використовувати щодо ерзян їх національну самоназву — ерзя. Ігнорування цієї вимоги підштовхнуло ерзянських делегатів взяти активну участь у підготовці I Всесвітнього конгресу фіно-угорських народів, що відбувся 1-3 грудня 1992 року у Сиктивкарі. Делегати-ерзя від товариства «Масторава» публічно виступили на конгресі з промовами, у яких задекларували свою приналежність до окремої ерзянської нації і засудили використання екзоніму «мордва».
У 1993 році ерзянський національний рух набув організаційного оформлення. Міністерство юстиції Республіки Мордовія зареєструвало Рух за рівноправ'я та розвиток «Эрзянь Мастор» (ерз. «Країна Ерзян»). Головним завдання руху проголошено створення Республіки Ерзянь Мастор. Першим кроком на шляху до цієї мети було названо «Утворення у відповідності до Конституції РФ Ерзянського автономного округу». У грудні того ж року зареєстровано асоціацію ерзянських жінок «Эрзява». Наступного, 1994 року, ерзянський національний рух започаткував видання власної газети «Эрзянь Мастор», яка вирізнялась своєю незалежною редакційною політикою та гострою критикою як республіканської, так і федеральної влади.

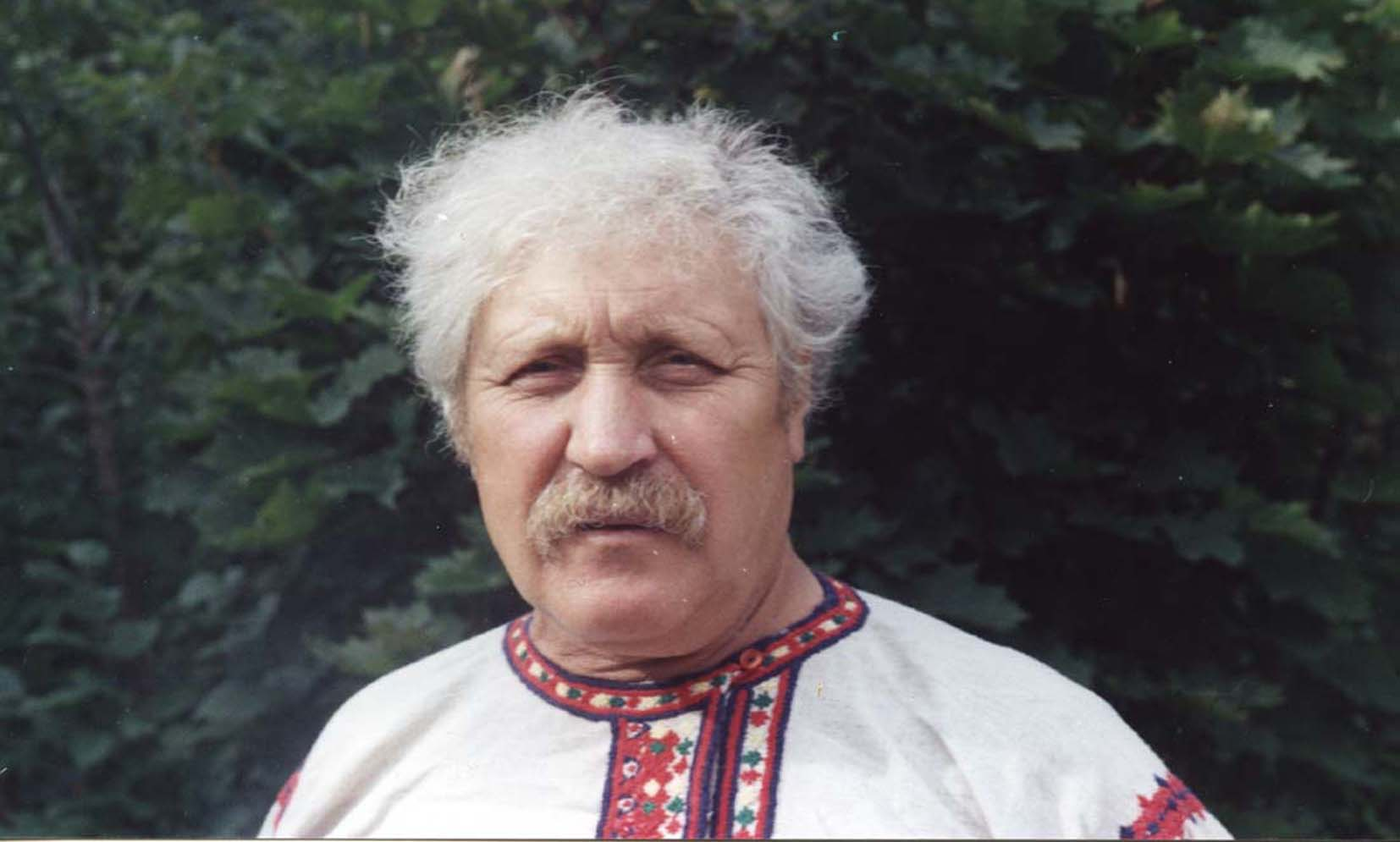
Аношонь Тумай, засновник Музею ерзянської культури в Лукоянові та провідний діяч ерзянського руху в Нижньогородській області.

У 1995 році Нуянь Видяз зареєстрував Фонд порятунку ерзянської мови ім. А. П. Рябова, головним завданням якого стала популяризація ерзянської мови та розширення сфери її використання. Фондом було започатковане відзначення Дня ерзянської мови та низку видавничих проєктів. Того ж року Кшуманцянь Пірґуж відродив традицію ерзянських молінь Раськень Озкс. Ерзянський національний рух зміг встановити контакти із ООН.
23 березня 1995 року в Саранську відбувся І Конгрес ерзянського народу, в роботі якого взяли участь 98 делегатів від різних суб'єктів Російської Федерації. Ініціаторами з'їзду виступили Валентин Дев'яткин, Олександр Малов і Марізь Кемаль. Засідання конгресу відкрив поет Ерюш Вежай. Делегати ухвалили декларацію про офіційну назву ерзянського народу, чим поставили під сумнів легітимність мордовських з'їздів, організатори яких виступали від імені не лише мокшан, але й ерзян.
У 1999 році, під час проведення Раськень Озкс у селі Чукали Великоігнатовського району Республіки Мордовія, ерзянські старійшини обрали Кшуманцянь Пірґужа Інязором (головним старійшиною) ерзянського народу. У 2004 році Атянь Езєм (ерз. «Рада Старійшин») визначив повноваження Інязора та повноваження старійшин. Протягом 2000-х років Конгрес ерзянського народу ухвалив низку документів, у яких:
1. Вимагав утворення ерзянської автономії у складі Російської Федерації.
2. Дав гостру оцінку національній політиці Російської Федерації.
3. Розкритикував керівництво Республіки Мордовія через постійні заперечення існування ерзян як окремого народу.
4. Засудив судові переслідування незалежної газети «Эрзянь Мастор».
5. Підтримав діяльність Кшуманцянь Пірґужа на посаді Інязора.
6. Висловив довіру та повну підтримку інститутам Атянь Езєм та Інязора[18].

У 2006 році в Гельсінкі, під час семінару фіно-угорських неприбуткових організацій, інязор Кшуманцянь Пірґуж виступив із публічною доповіддю, у якій гостро розкритикував національну політику Російської Федерації. У своїй доповіді Пірґуж зазначив, що ерзя дискриміновані практично в усіх сферах суспільного, політичного та культурного життя: в політиці і державному управлінні, в освіті, пресі, книговиданні, радіомовленні і на телебаченні. Інязор заявив, що допомогти ерзянам у реалізації їхніх прав може Рада Європи, членом якої є Російська Федерації.
У 2010-х роках ерзяни розгорнули активну міжнародну кампанію за визнання себе окремим самодостатнім народом і спробували налагодити контакти із представниками інших національних рухів фіно-угорських народів. Ерзя пікетували VI З'їзд Всесвітнього конгресу фіно-угорських народів, що проходив з 5 по 7 вересня 2012 року в угорському місті Шіофок. На з'їзд прибула делегація ерзян, яка пікетувала готель «Азур», у якому проходили засідання Конгресу. Ерзя були невдоволені формування єдиної делегації «мордовського народу», а не окремих делегацій ерзі та мокші. Учасники пікету заявили, що їх було не допущено до роботи Конгресу через тиск Москви. Двоє активістів: Сиресь Боляєнь та Ерюш Вежай, вдягнуті у футболки із національною символікою, розтягнули в холі готелю великий ерзянський прапор та скандували ерзянською «Слава Країні Ерзян!». Очільник Консультативного комітету фіно-угорських народів Валерій Марков був змушений виправдовуватись, однак визнав, що заявку ерзян одержали, переслали владним структурам Республіки Мордовія, а мордовська влада вже сама вирішувала кого слід відправляти на Конгрес, а хто недостойний їхати на високий представницький форум. Також В. Марков висловив незадоволення системою відбору делегатів, адже схожі з ерзянськими були проблеми й в делегатів від марі та удмуртів.

Інязор Сиресь Боляєнь, 2020

Улітку 2019-го ерзя зробили неочікуваний крок — обрали своїм головним старійшиною авторитетного діяча з діаспори. Ним став громадянин України, підполковник ЗСУ та ветеран російсько-української війни Сиресь Боляєнь, якому ерзяни доручили представляти народ перед міжнародною спільнотою. Після інавгурації старійшини, яку ерзянська еміграція провела в Києві, він вирушив до Таллінна, де зустрівся з представниками ерзянської діаспори, естонськими політиками, громадськими діячами та журналістами. В інтерв'ю тижневику «Eesti Päevaleht» Боляєнь заявив, що «приїхав до Естонії не в пошуках співчуття естонців, які дивляться на нього як на предмет музейної експозиції, він приїхав до братів із закликом про допомогу».
Влітку 2019 року Інязор Сиресь Боляєнь визначив 5 цілей ерзянського національного руху: 

| 1. Виховувати серед ерзян почуття відповідальності і солідарності. 2. Культивування серед нашої молоді дух першості і сили. Підтримувати найсміливіші ідеї та починання. Заохочувати до самоорганізації, розвитку та експансії в бізнесі, політиці чи культурі. 3. Будувати ерзянські суспільні інститути: представницькі органи, громадські організації, навчальні заклади. 4. Утверджувати ерзянську ідентичність. Культивувати ерзянський погляд на світ: оцінювати всі події та явища з точки зору користі або шкоди для Ерзянь Мастор та ерзянського народу. Відмовитись від спілкування російською мовою у сім’ях. Говорити ерзянською у громадських місцях (на землях Ерзянь Мастор). Відмовитись від кирилиці і перейти на ерзянську латинку. У соціальних мережах використовувати виключно ерзянську мову. 5. Розвивати політичні, економічні та культурні зв'язки із розвиненими фіно-угорськими народами: фінами, естонцями та угорцями. Пам'ятати для чого живеш. Адже головна ціль життя – це життя з ціллю. Наша ціль – створення незалежної держави ерзян та панування на своїй землі. Палай для ерзянської нації, а не гний у компостній ямі імперії! |

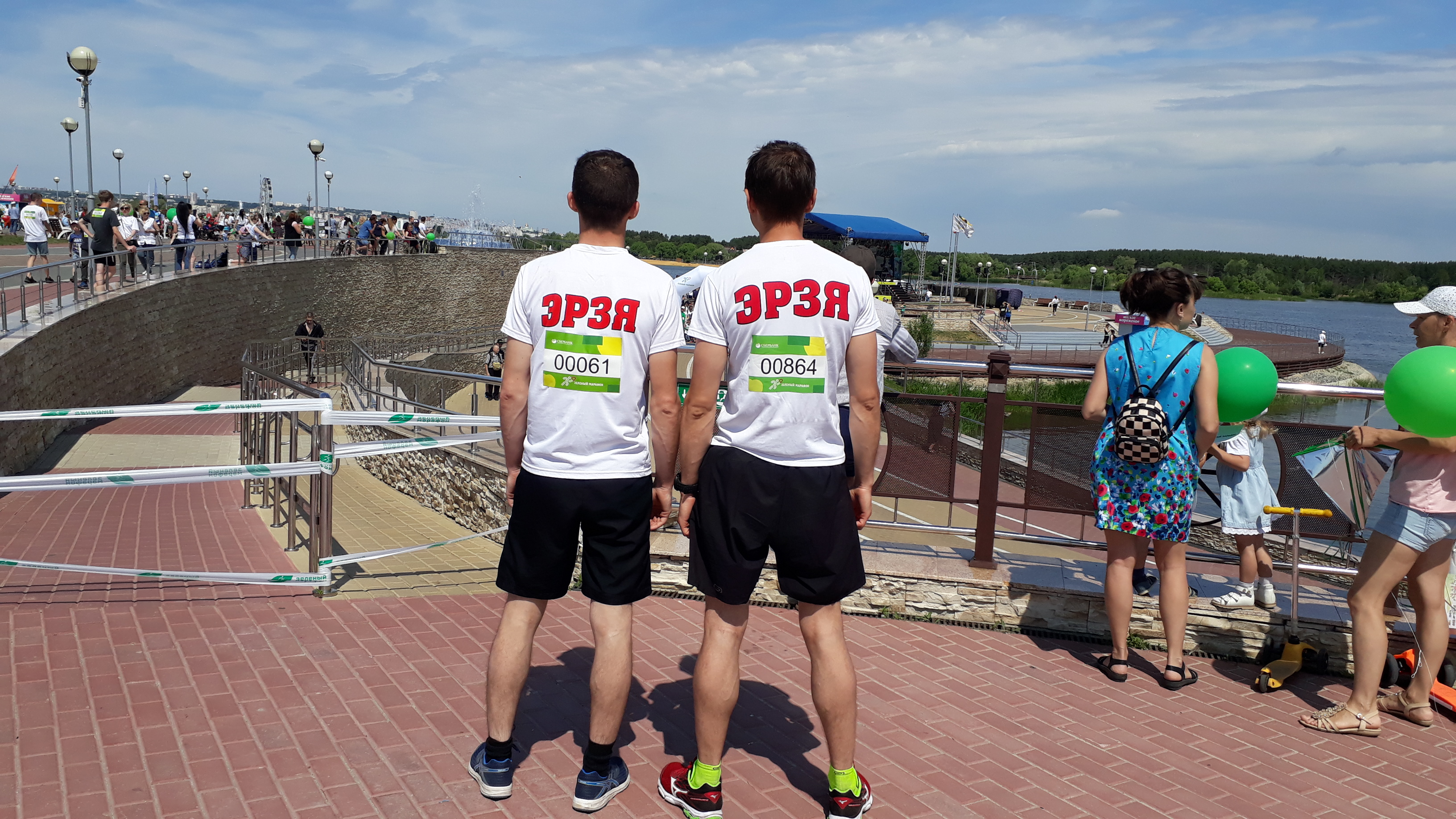
Ерзянські легкоатлети у футболках «Эрзя» перед початком марафону у місті Пенза, 2019

Сиресь Боляєнь активно шукає міжнародної підтримки для свого народу. Із повідомлень в ЗМІ відомо про його контакти із низкою українських, естонських та литовських політиків, а також із національними рухами інших корінних народів РФ. Ерзянський Інязор постійно перебуває на території України, де знаходиться одразу кілька осередків ерзянської діаспори, що одностайно підтримують політичний курс свого лідера: у Києві та Київській області, в Одесі та Херсоні. Український аналітичний центр «Прометей» стверджує, що Сиресь Боляєнь та його найближче оточення в Україні у квітні 2020 року підготували проєкт Положення про створення та функціонування національних представницьких органів ерзянського народу. Цей документ містить шість розділів, у яких визначено цілі та завдання національного руху, його керівні органи, їх повноваження і структуру. Згідно документу керівництво національним рухом здійснює Промкс — з'їзд делегатів від ерзянських політичних партій та громадських об'єднань. З'їзд формує Атянь Езєм, що діє між скликаннями Промксу і обирає Інязора — головного старійшину, який представляє ерзянський народ та виступає від його імені. В разі існування законодавчих обмежень на створення і функціонування національних партій (така заборона існує в законодавстві РФ) — повноваження Промксу перебирає на себе Атянь Езєм. Головним завданням Промксу, Атянь Езєм та Інязора є забезпечення і захист національних, політичних, економічних і культурних прав ерзянського народу, зокрема права на національно-державне самовизначення на своїй національній території.
21 квітня 2021 р. Інязор (головний старійшина) ерзянського народу Сиресь Боляєнь виступив на ХХ сесії Постійного форуму ООН з питань корінних народів. Його доповідь стала першою промовою на офіційному заході ООН, виголошеною ерзянською мовою. Секретаріат Інязора забезпечував синхронний переклад з ерзянської на англійську. Виступ транслювався по телебаченню ООН (UN Web TV). За спиною доповідача знаходились два прапори – України та національний прапор ерзян. Український прапор був поряд з ерзянським, бо саме українська делегація надала можливість виступити в ООН представнику корінного народу Росії по своїй квоті.
У своєму виступі Сиресь Боляєнь гостро розкритикував політику Російської Федерації щодо національних республік та корінних народів:

| За останніх 30 років ерзя з мільйонної нації перетворились на невеличку етнічну групу, на межі цілковитого зникнення. Без війни, без епідемій і примусових депортацій. В схожій ситуації опинились наші сусіди по регіону Ідель-Урал: мокша, удмурти, марі, чуваші, башкири і навіть татари. Народам Росії заборонено мати власні політичні партії, університети чи навчатися в школах рідною мовою. Тільки танці в національних костюмах. Той, хто бореться за права свого народу – переслідується поліцією як екстреміст чи піддається примусовому психіатричному лікуванню як божевільний |

## Національні представницькі органи

Журнал «ĚRZÄŃ VAL» — часопис ерзянського національного руху. Єдиний в світі ерзянський суспільно-політичний журнал і єдине друковане видання ерзянською латинкою.

Ерзя — один з небагатьох бездержавних фіно-угорських народів, що має власну систему національних представницьких органів. Вона складається зі з'їзду делегатів від ерзянських політичних партій та громадських об'єднань — Промкса (ерз. Promksoś), ради старійшин — Атянь Езєм (ерз. Atäń Ězem), головного старійшини — Інязора (ерз. Inäzoroś) і національного суду — Відєкуро (ерз. Videkuroś). Разом ці органи національного самоуправління називаються Кірдійюр (ерз. Kirdijur).
У своїй роботі Кірдійюр керується положенням «Про створення та функціонування національних представницьких органів ерзянського народу», що ерзянською зветься Kojluvoś.

### Цілі та завдання
До 2022 року метою Кірдійюр були забезпечення і захист національних, політичних, економічних і культурних прав ерзянського народу, зокрема права на національно-державне самовизначення на своїй національній території. Було визначено, що з цією метою Кірдійюр:
- розробляє і впроваджує систему заходів, спрямовану на переселення ерзян до Ерзянь Мастор;
- домагається створення на історичних землях ерзян національної республіки — Ерзянь Мастор, на основі реалізації ерзянами свого невід'ємного права на національно-державне самовизначення;
- вживає заходів щодо відродження і розширення сфери використання ерзянської мови, захисту та утвердження ерзянській культури, традицій і звичаїв;
- домагається від влади РФ створення рівних умов з росіянами для реалізації національних, політичних, економічних і культурних прав ерзянського народу[31].

1 жовтня 2022 року на І Промксі в Естонії було затверджено нові цілі та завдання ерзянського національного руху, серед яких:
- Створення незалежної держави ерзянського народу Ерзянь Мастор.
- Проведення інформаційної роботи серед мешканців територій, що мають увійти до Ерзянь Мастор, з метою формування та популяризації образу майбутньої держави.
- Популяризація політичної програми Кірдійюр та пошук однодумців на землях Ерзянь Мастор[32].

### Промкс
Промкс — найвищий національний представницький орган ерзянської народу. Промкс скликається раз в 5 років за умови вільної та безперешкодної діяльності на територіях Ерзянь Мастор ерзянських політичних партій, громадських організацій і національних товариств. Дата і місце проведення Промкса оголошується в спеціальному указі інязора, а в разі відсутності інязора — в спеціальній постанові Атянь Езем.
Промкс скликається раз на п'ять років спеціальним указом Інзора. Промкс не має фіксованого числа делегатів. Кількість делегатів визначається відповідно до списків делегатів, наданих Виборчій комісії суб'єктами висування. Делегатом Промкса може бути фізична особа, яка досягла 18 років і не приховує своєї приналежності до ерзянської нації. Рішення Промкса ухвалюються простою більшістю голосів делегатів. Робоча мова — ерзянська.
Суб'єктом висунення в делегати Промкса може бути:
- ерзянська політична партія, громадська організація, благодійне товариство, зареєстроване в країні свого перебування;
- група не менше, ніж з 30 ерзян (далі — група ерзян), об'єднаних для висунення на Промкс свого представника (делегата).

До повноважень Промкса належить:
- визначення цілей і завдань ерзянського національного руху, над досягненням і реалізацією яких повинні працювати Атянь Езем та Інязор;
- внесення змін до Положення «Про створення та функціонування національних представницьких органів ерзянського народу»;
- позбавлення повноважень Інязора;
- розпуск Атянь Езєм;
- розпуск Відєкуро;
- затвердження меж Ерзянь Мастор[31].

У грудні 2021 р. Інязор Сиресь Боляєнь заявив про неможливість скликати Промкс: "Зважаючи на складну політичну ситуацію на землях Ерзянь Мастор зокрема, і в РФ в цілому, беручи до уваги кримінальне переслідування активістів національних рухів, невизнання владою РФ національних представницьких органів корінних народів". Відповідний документ було опубліковано на офіційному сайті інязора. Згадіно Положення «Про створення та функціонування національних представницьких органів ерзянського народу» Інязор Сиресь Боляєнь запровадив особливий період, під час якого повноваження Промкса перебрав на себе Атянь Езєм.

###### Естонія, м. Отепяе, 2022 р.

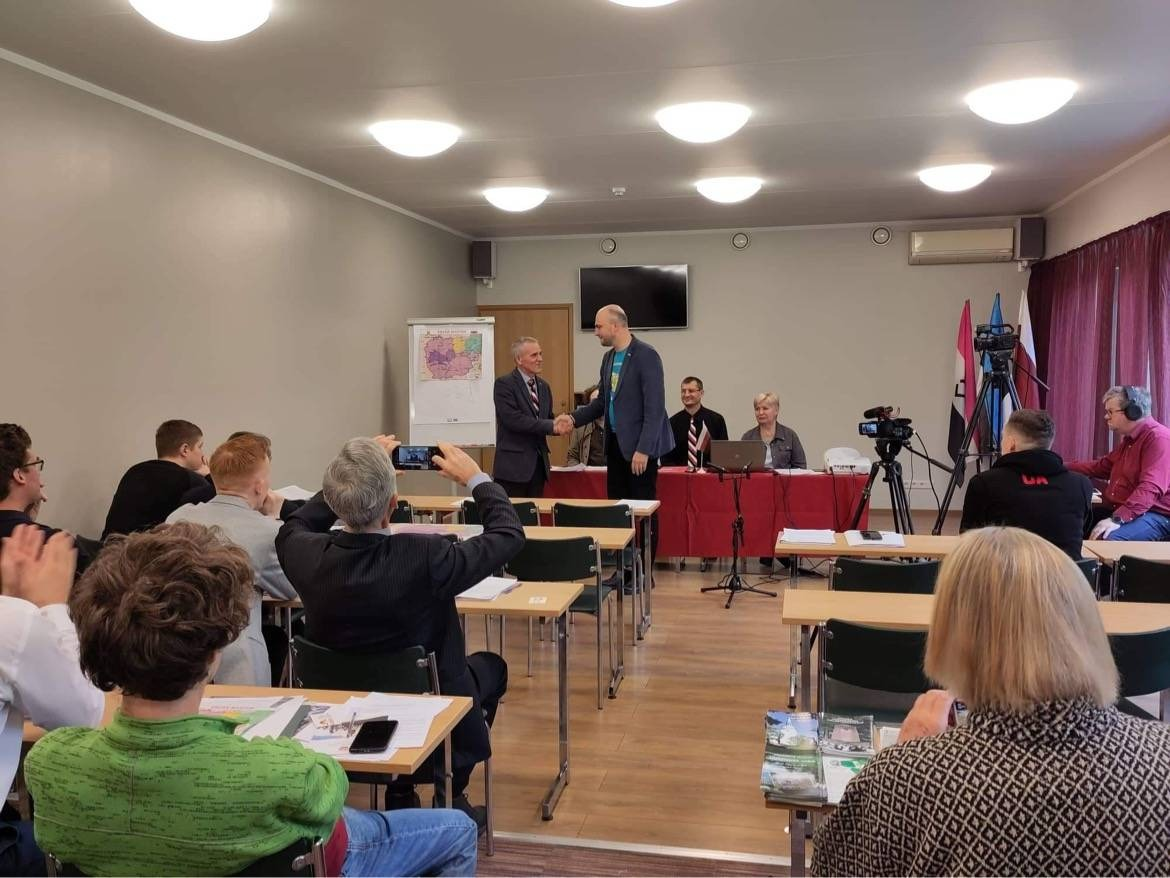
Інязор Сиресь Боляєнь дякує фінно-угорському активісту Оліверу Лооде за допомогу в проведенні з'їзду. Отепяе, Естонія. 1 жовтня 2022 р.

У серпні 2022 р., посилаючись на нові виклики, з якими зіштовхнувся ерзянський народ під час повномасштабного російського вторгнення до України, ерзянський національний рух оголосив про скликання 29 вересня — 1 жовтня з’їзду в Естонії. Рішення скликати Промкс в еміграції обґрунтовувалось неможливістю провести з'їзд на Батьківщині, а також «тиском на ерзянських активістів органами ФСБ та поліції, зокрема під час останнього Раськень Озкс». Для підготовки до проведення Промксу був покликаний організаційний комітет на чолі з Віталієм Ромашкіним.
Уранці 30 вересня до міста Отепяе прибуло керівництво волості, естонські політики та діячі культури, журналісти та науковці. Все місто було завішане естонськими та ерзянськими прапорами. Відкриття з'їзду розпочалось з урочистої церемонії підняття естонського та ерзянського прапорів на будівлі готельного комплексу, де проходив Промкс. Засідання в конференц-залі розпочали з хвилини мовчання, вшанувавши пам’ять ерзянського воїна – солдата Збройних сил України Олексія Вещевайлова, який планував їхати на з’їзд делегатом, проте 26 вересня загинув у бою з росіянами на Бахмутському напрямку на Донеччині.   

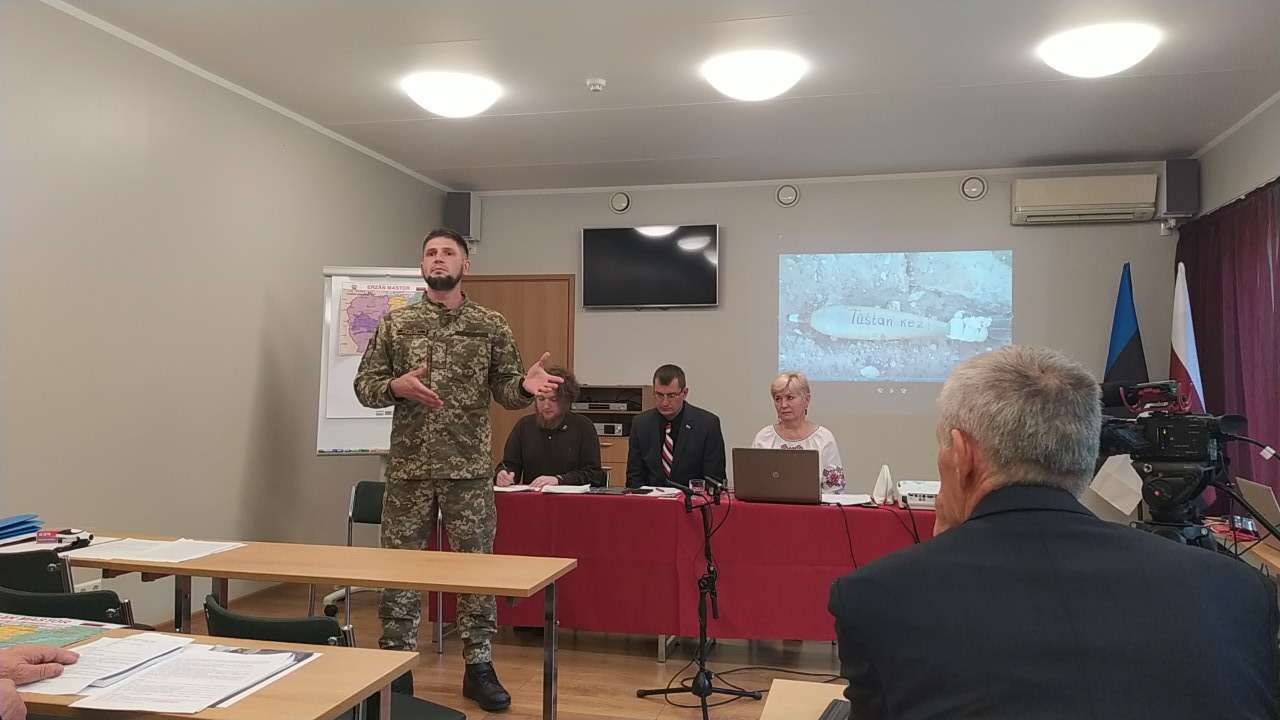
Ерзянський воїн Олександр Бутяйкін в однострої Збройних Сил України. Ерзянський національний з'їзд. Естонія, Отепяе. 1 жовтня 2022 року.

З вітальним словом до делегатів звернувся мер волості Отепяе Янус Баркала, керівник Центру «URALIC» Олівер Лооде, депутат Рійгікогу Райво E. Тамм, віце-канцлер Міністерства закордонних справ Естонії Мярт Вольмер, класик естонської літератури Арво Валтон та інші.
Делегати ухвалили рішення про те, що виживання ерзян як народу у складі РФ неможливе. З’їзд визнав Республіку Мордовія, Пензенську, Ульяновську, Нижегородську, Рязанську та Самарську області нелегітимними територіально-адміністративними утвореннями, а органи влади цих утворень — органами без представницьких функцій. Такими, що не можуть представляти багатонаціональне населення цих територій.

З'їзд звинуватив російську владу в прихованому етноциді і прямо заявив про бажання створити окрему державу, детально окресливши її межі, політичний режим і державний устрій:     
«Збереження ерзянського народу, його розвиток та реалізація національних, економічних, політичних та інших прав можливі лише у самостійній державі — Ерзянь Мастор. Створення Ерзянь Мастор є головним завданням ерзянського національного руху. З’їзд бачить державу ерзян як абсолютно самостійне демократичне правове державне утворення – федеративну республіку Ерзянь Мастор. У державі Ерзянь Мастор ерзянський народ реалізує своє право самовизначення. Держава бере курс на побудову політичної нації – де ерзянином буде кожен громадянин федерації, незважаючи на його етнічне походження. Реалізація громадянами Ерзянь Мастор права на збереження та розвиток своїх національних ідентичностей, мов та культур буде закріплено у Конституції. Територія держави включатиме землі Республіки Мордовія, Пензенську, Ульяновську, частини Нижегородської, Рязанської та Самарської областей. Адміністративний устрій: 8 кантонів (із яких два — татарські національні) й автономна Мокшанська Республіка. Столиця федерації — Саран Ош».    
З’їзд ухвалив програму політичного руху, затвердив кордони майбутньої держави Ерзянь Мастор, національний герб і гімн.
Делегати підтвердили повноваження чинного інязора Сиреся Боляєня та чинного складу ради старійшин, зобов’язавши їх виконувати свої обов’язки до моменту скликання з’їзду в «атмосфері вільного волевиявлення та відсутності репресій і переслідувань ерзянських активістів».
Ерзяни засудили вторгнення ЗС РФ в Україну, мобілізацію на землях корінних народів, висловили солідарність із протестувальниками в Дагестані, Якутії та в інших колоніальних республіках, підтримали Декларацію про деколонізацію Росії, прийняту в Празі 23 липня 2022 року на Форумі вільних народів Росії та закликали народи Російської Федерації до боротьби за розвал імперії та створення на захоплених землях цих народів незалежних держав.

### Атянь Езєм
Атянь Езем — це колегіальний представницький орган ерзянської народу, який формується з представників ерзянських політичних партій, громадських організацій, товариств, благодійних установ. Одна каденція Атянь Езєм складає 3 роки. Атянь Езєм формується з 18 членів — старійшин, обраних виборниками (партіями, громадськими організаціями, національними товариствами та благодійними установами).
До повноважень Атянь Езєм належить:
- обрання інязора;
- розробка та затвердження плану роботи, в рамках цілей і завдань, визначених Промксом;
- створення необхідних структурних підрозділів, організацій і фондів;
- створення стипендій та премій;
- збір коштів на потреби ерзянської національного руху;
- заснування засобів масової інформації;
- формування Відєкуро.

Атянь Езєм обирають зі свого складу голову та секретаря, які готують і провадять засідання, оформляють ухвалені рішення. Робоча мова — ерзянська.
На початку лютого 2022 р. Інязор Сиресь Боляєнь оголосив про початок процедури висування кандидатів до Атянь Езєм. Однак 11 червня того ж року Атянь Езєм заявило про перенесення виборів як Атянь Езєм, так і Інязора, "через складну політичну ситуацію". В опублікованому ерзянською мовою документі було заявлено, що рада старійшин продовжить свою роботу у попередньому складі, а Сиреся Боляєня зобов'язано і надалі виконувати обов'язки Інязора аж до моменту, коли проведеня виборів стане можливим.

### Інязор

Інавгурація інязора Сиреся Боляєнь. Україна, м. Київ, 2019

Інязор — обраний лідер ерзянського національного руху, який скеровує його роботу, представляє Ерзянський національний рух, укладає від імені Атянь Езєм договори та угоди, в рамках своїх повноважень дає доручення членам Атянь Езєм.
Інязор обирається простою більшістю голосів старійшин під час спеціального засідання Атянь Езєм. Одна каденція інязора становить 3 роки. Будь-який повнолітній ерзя може обиратися інязором необмежену кількість разів. Інязор офіційно набуває повноважень з моменту складення присяги під час інавгурації.
Інязор, згідно своїх повноважень:
- представляє ерзянський народ і виступає від його імені;
- звертається до органів влади РФ, інших держав і в міжнародні організації з метою забезпечення національних, політичних, економічних і культурних прав ерзянського народу, через свої укази здійснює координацію ерзянської національного руху[31].

## Рух спротиву
Перші ознаки формування силового крила ерзянського національного руху з’явилися взимку 2022 р., невдовзі після початку повномасштабного вторгнення ЗС РФ на територію України. Як російські, так і західні ЗМІ, почали публікувати матеріали, які вказували на те, що принаймні невелика кількість ерзянських добровольців воює в лавах сил оборони України проти російських військ.
Наприкінці вересня 2022 р. в низці ЗМІ був опублікований некролог про полеглого під Бахмутом солдата, навідника 1-ї інтернаціональної роти 517-го батальйону 1-ї Окремої бригади спеціального призначення імені Івана Богуна Збройних сил України Олексія Вещевайлова, який був громадянином Білорусі і мав ерзянське походження. Напередодні свого останнього бою Олексій, готуючись взяти участь у роботі Ерзянського національного з’їзду, записав звернення до ерзянських делегатів. Зазначене звернення було продемонстровано 30 вересня делегатам з’їзду, які зібрались естонському містечку Отепяе. У січні 2023 року Атянь Езєм оголосив Олексія Вещевайлова ерзянином року.
15 червня 2023 р. Ліга Вільних Націй та ерзянські інформаційні ресурси повідомили, що у селищі Зубова Поляна (Республіка Мордовія) згорів позашляховик «Ніссан». Відповідальність за підпал взяв на себе підрозділ «Od Vij» (ерз. "Нова сила"), який є частиною ерзянського спротиву. Машина належала голові селища Зубова Поляна Сєрґєю Ляпунову. Ерзянське підпілля поклало на чиновника провину за просування проєкту з будівництва полігону небезпечних відходів між населеними пунктами Аким-Сергієвка та Нові Виселки у Республіці Мордовія. Проти будівництва зазначеного полігону активно виступали місцеві мешканці. 

## Ерзянські організації

Учасники групи «Ерзянськомовні Вікімедійці». Москва, 2014

Ерзянські національні товариства, організації, благодійні установи чи релігійні громади, що зареєстровані на території Російської Федерації, ніколи не мали у своїх статутних документах згадок про свою підлеглість Кірдійюр. Водночас, ерзянські об'єднання неодноразово публічно висловлювали свою підтримку і довіру до органів Кірдійюр.
Найвідомішими та найвпливовішими ерзянськими організаціями є:
- Конгрес ерзянського народу (ерз. Ěrzäń Inekužo)[48]. Одна з найстаріших і найвпливовіших ерзянських структур[49].
- Фонд збереження і розвитку ерзянської етнокультурної спадщини. Головний осідок — м. Саранськ, Республіка Мордовія. Керівник — Тетяна Ларіна[50]. Раніше фонд носив назву «Фонд порятунку ерзянської мови», його багатолітнім очільником був інязор Кшуманцянь Пірґуж[51].
- Фонд Руця. Координатор — Ерюш Вежай[52].
- Товариство «Ěrzäń Val». Головний осідок — м. Київ, Україна. Голова — Сиресь Боляєнь[53].
- «Ерзянськомовні Вікімедійці». Неформальна спільнота людей, що зацікавлені в проектах Вікімедіа ерзянською мовою та темами, що пов'язані з ерзянським народом, культурою та суспільством. Лідери — Петрань Андю, Джек Рютер[54].

## Відносини із місцевою та федеральною владою
Між лідерами ерзянського національного руху та представниками влади (як місцевої так і федеральної) завжди панували складні і напружені взаємини. Вимоги ерзянських активістів, звернення інязорів та ухвали Конгресу ерзянського народу не знаходили підтримки серед чиновників. Як результат — невдоволення владою в ерзянському середовищі лише зростало. Ситуація ускладнилась у 2000-х роках, коли припинили своє існування незалежні видання «Саранский курьер» та «Мордовия сегодня». Відтак ерзянська газета «Эрзянь Мастор» стала останнім періодичним виданням в Мордовії, що не перебувало під контролем федеральної чи республіканської влади. У 2007 році прокуратура Мордовії скерувала до Верховного суду республіки заяву про закриття газети. Редакцію, очолювану інязором Кшуманцянь Пірґужем, звинуватили в екстремізмі та розпаленні міжнаціональної ворожнечі. Перша незалежна експертиза, проведена у Нижньому Новгороді, не задовольнила прокуратуру. Повторну експертизу, за рішенням Верховного суду Мордовії, було призначено у Марій Ел. Інязор Кшуманцянь Пірґуж заявив про тиск на газету і висловив сумнів у необхідності проводити повторну експертизу після того, як свої висновки надали нижньогородські експерти. Редакція газети із відкритим листом звернулась до президента РФ Володимира Путіна у якому відкинули обвинувачення прокуратури. Публікація відкритого листа привернула увагу західних журналістів до судового процесу над «Эрзянь Мастор». Захищати редакцію у суді було запрошено адвоката з Центру екстремальної журналістики, що є правозахисною структурою Спілки журналістів Росії.
За час судового розгляду редакцію неодноразово позбавляли доступу до власного сайту. Редакція «Эрзянь Мастор» публічно, на сторінках газети, заявляла, що судовий позов проти редакції — це операція російських спецслужб із метою мінімізації активності ерзянського національного руху.
Ситуацію ускладнили звинувачення V З'їзду мордовського народу, у яких ерзянський національний рух, в особі інязора та представників Конгресу ерзянського народу, було звинувачено в екстремізмі та сепаратизмі. Однак, 30 червня 2009 р. Верховний суд Республіки Мордовія відхилив позов прокуратури щодо закриття незалежної газети «Эрзянь Мастор». Рішення суду було сприйнято ерзянами як перемогу над мордовськими чиновниками.
Однак, невдовзі після відхилення Верховним судом Республіки Мордовія позову республіканської прокуратури, розгорівся новий конфлікт між місцевою владою та ерзянським національним рухом. У день відкриття IV З'їзду Асоціації фіно-угорських народів РФ, 26 вересня 2009 р., в Саранську міліцією був затриманий інязор Кшуманцянь Пірґуж. Інязор утримувався міліцією в камері до завершення з'їзду. В камері в ерзянського лідера стався гіпертонічний криз.
У 2015 році розгорівся новий конфлікт довкола газети «Эрзянь Мастор». Роскомнадзор висунув вимогу припинити діяльність газети на підставі «наявності неодноразових неоскаржених в суді попереджень від відомства до газети, пов'язаних з публікацією матеріалів екстремістського характеру». Обидва попередження були винесені газеті 30 вересня 2014 року, на підставі матеріалів, які, на думку відомства, могли сформувати негативну оцінку діяльності РПЦ. Однак, 20 січня 2015 р. Верховний суд Росії відхилив позов Роскомнадзора.
У січні 2022 року, під час масових протестів у Казахстані, ерзянський інязор Сиресь Боляєнь підписав публічну заяву "Народи Російської Федерації солідарні з народом Казахстану!", у якій представники різних національних рухів корінних народів Російської Федерації звернулись до своїх співвітчизників із закликом не їхати до Казахстану в складі так званого "миротворчого контингенту ОДКБ". Заява набула резонансу як в російських, так і в іноземних ЗМІ, її підписали діячі не лише ерзянського, але й татарського, башкирського, чеченського, інгуського, калмицького, козацького національних рухів.
Наприкінці жовтня 2023 року, у російському регіоні Мордовія ФСБ порушила кримінальну справу щодо організації екстремістської спільноти (ст. 282.1 КК РФ) проти прихильників створення незалежної ерзянської держави.

### Паралельні національні представницькі органи
Після повномасштабного вторгнення Збройних сил Російської Федерації до України, ерзянський національний рух публічно виступив із заявами на підтримку українців. Головний старійшина Сиресь Боляєнь зголосився добровольцем до сил Територіальної оборони України, де згуртував довкола себе невелику групу ерзянських добровольців.
Крім того, ерзяни увійшли до Ліги Вільних Націй – мережевої структури, яка об’єднує представників башкирського, бурятського, інгушського, ерзянського, козацького, калмицького, ногайського і татарського національних рухів. Де-факто ЛВН опинилась на нелегальному становищі, адже відкрито опонує путінському режиму, засуджує вторгнення до України, саботує призов до ЗС РФ та виступає за право народів і суб’єктів Російської Федерації на самовизначення. Чисельне та персональне представництво.
У відповідь, 25 червня 2022 р., у Національній бібліотеці ім. А. С. Пушкіна в Саранську відбулись збори працівників бюджетної сфери. Згодом, низка російських ЗМІ, повідомила про формування альтернативного Атянь Езєм і вибори альтернативного Інязора. За результатами засідання в бібліотеці було призначено альтернативного Інязора – артиста Державного російського драматичного театру Республіки Мордовія Сергія Адушкіна.

### Критика ерзянського національного руху
Представники влади, як місцевої так і федеральної, публічно дотримуються позиції, що ерзя та мокша — субетноси єдиного мордовського народу. Ерзянський національний рух таврується як західна сепаратистська авантюра, що має на меті підірвати єдність Російської Федерації. Так провідний науковий співробітник Центру воєнно-стратегічних досліджень Генштабу Збройних сил РФ Тетяна Грачова стверджує, що Сполучені Штати Америки за президентства Джорджа Буша-молодшого розробили план створення на території РФ федерального суб'єкту «Фено-Угрія». Грачова стверджує, що план має два стратегічних напрямки: а) культивування русофобії та антиросійських настроїв у середовищі фіно-угорських народів; б) розпалювання у свідомості цих народів радикального націоналізму. Неодноразово ерзянські структури, такі як Фонд порятунку ерзянської мови ім. А. Рябова або Конгрес ерзянського народу, звинувачувались в екстремізмі, русофобії та сепаратизмі навіть на сторінках наукових академічних видань.
Ерзянський національний рух і його лідери, на відміну від представників мокшанського чи мордовського середовищ, протягом десятиліть є об'єктами постійної критики не лише влади, але й республіканських та федеральних засобів масової інформації. Ерзянський рух звинувачується у співпраці з іноземними спецслужбами, прагненні дезінтегрувати Російську Федерацію, порушити міжнаціональну злагоду в Республіці Мордовія та сусідніх суб'єктах федерації.

## Ерзяно-мокшанські відносини
Український політолог Павло Подобєд стверджує, що становище, у якому опинились ерзя в період пізнього СРСР, нагадувало український національний рух в останні десятиліття Російської імперії, коли українці не просто боролись за реалізацію своїх прав, а змушені були доводити факт існування окремої української нації, з власною мовою та культурою.
Унаслідок асиміляції і міграцій, ерзянський народ втратив територію компактного розселення, утворивши архіпелаг етнічних анклавів аж до Уралу. Тому, коли постало питання про створення національного округу, визначити його межі було непросто. Більшовики вирішили об'єднати більші збережені ареали проживання ерзі й мокші, за старою російською звичкою вважаючи їх одним народом — «мордвою». Як наслідок, 1928 року з'явився Мордовський національний округ, що частково охоплював корінні землі Ерзянь Мастор (ерз. «Країна Ерзян»). Пізніше округ перетворили в автономну область і автономну республіку. Нині ерзя та мокша в Мордовії складають разом лише 40 % від загальної кількості населення, зазнаючи подальшої русифікації вже у власній республіці.
Подобєд вважає, що оскільки ерзянська мова надто відмінна від російської, і зрозуміти її без наполегливого вивчення просто неможливо, — називати ерзянську мову діалектом російської було б безглуздо. Водночас і визнавати ерзян окремою нацією чиновники ані в Москві, ані в Саранську також не поспішали. Ерзян і їх сусідів мокшан у Радянському Союзі вирішили класифікувати як єдиний народ — мордву. Щоправда єдиний народ мав дві різних мови (ерзянську і мокшанську), цілком відмінних одна від одної. У 1955 році радянський філолог Михайло Коляденков виступив із доповіддю, у якій обґрунтував існування у далекому минулому єдиної спільної основи для ерзянської та мокшанської мов і запропонував вивчати цю основу як окрему мову — мордовську, якою, щоправда, вже ніхто не говорив. Проте, і ця ідея виявилась маргінальною. Ерзя та мокша не виявили жодного інтересу до переходу на мордовську мову, адже не існувало ні граматики, ні літературного корпусу цієї мови. До ідеї повернулись лише в середині 1990-х років, однак, так і не змогли втілити у життя. Над проектом створення єдиної мордовської мови тривалий час працюють мордовський чиновник Олександр Лузгін та мовознавець Михайло Мосін.
Український фіно-угорист Ростислав Мартинюк вважає, що політика об'єднання двох народів у «мордовський народ» мала і цілком політичну складову. Ерзя, як за радянської доби, так і в період існування Російської Федерації, виявляли більшу пасіонарність в культурному та політичному житті ніж мокшани. Ерзянський та мокшанський національні руху не є рівнозначними, «їх можна порівняти із українським та білоруським національними рухами, де українці — це ерзяни, а білоруси — мокшани». Отже, об'єднання ерзян (які мали невеликий, але пасіонарний прошарок національної інтелігенції) із мокшанами, неодмінно послабило б ерзянський націоналізм, який щойно зародився у 1988—1994 роках.
На початку 2000-х Москва у своїй кадровій політиці в Республіці Мордовія зробила ставку на мокшан, як на більш лояльний і прихильний до федерального центру корінний народ. Інязор Пірґуж входить у відкриту конфронтацію із республіканським керівництвом. Весь ерзянський національний рух потрапляє у немилість федерального центру та одержує тавро «русофобського» і «екстремістського». Ерзян позбавляють доступу до ЗМІ, національним активістам створюють штучні перепони у веденні просвітницької роботи не лише в Саранську, але й у сільській місцевості. Антагонізм між ерзянами та мокшанами посилився. Багато ерзян почали сприймати політику мордвинізації як інструмент асиміляції, у якому мокшанам відведена провідна роль.

## Відносини із РПЦ
На початку 1990-х років загострились протиріччя ерзян із Російською православною церквою. Інтелігенція майже одностайно відмовляється від православ'я та повертається до інешкіпазії — національної політеїстичної релігії з елементами пантеїзму. Мордовська єпархія РПЦ досить агресивно сприйняла сам факт відродження традиційної релігії ерзян. Водночас, лідери ерзянського національного руху нерідко публічно звинувачують православну церкву у зросійщенні ерзянського народу і називають Московську патріархію «імперським інструментом Кремля». У 2007 році в селі Чукали Великоігнатовського району Республіки Мордовія під час проведення Раскень Озкс стався конфлікт між послідовниками інешкіпазії з одного боку та керівництвом Республіки Мордовія та духовенства РПЦ з іншого. Приводом для конфлікту стало перенесення республіканською владою святкувань зі священного кургану Мааре до галявини біля лісу, а також новий формат відзначення: розважальне дійство із російськомовною популярною музикою. Як наслідок — ерзянські лідери захопили сцену і публічно, перед тисячами присутніх, назвали російськомовні пісні та виступи російською мовою «фарсом» і «наругою над пам'яттю ерзянських воїнів, які поховані у священному кургані Мааре». Ерзя масово залишили офіційне свято і перейшли до Мааре, де звершили свої молитви. Ще більшої напруги у конфлікт додала агітація місцевого духовенства РПЦ проти відзначення свята Раскень Озкс. Гостра полеміка між ерзянською інтелігенцією та православним духовенством вилилась в інтернет і на шпальти місцевих друкованих видань.
Лідери ерзянського національного руху регулярно заявляють про те, що в Російській Федерації порушується право на свободу совісті та віросповідання. Вони стверджують, що практично в усіх ерзянських селах за бюджетний кошт і в адміністративному порядку збудовано православні церкви, у яких богослужіння проводяться виключно російською мовою. Ще одним приводом для критики державної влади та РПЦ є запровадження в ерзянських школах дисципліни «Культура російського православ'я» і релігійна агітація проти інешкіпазії.